# Tamás Kovács
Tamás Kovács (Budapest, 20 de marzo de 1943) es un deportista húngaro que compitió en esgrima, especialista en la modalidad de sable.
Participó en tres Juegos Olímpicos de Verano entre los años 1968 y 1976, obteniendo dos medallas, bronce en México 1968 y bronce en Múnich 1972. Ganó ocho medallas en el Campeonato Mundial de Esgrima entre los años 1966 y 1977.

## Palmarés internacional
| Juegos Olímpicos   | Juegos Olímpicos          | Juegos Olímpicos  | Juegos Olímpicos  |
| Año                | Lugar                     | Medalla           | Prueba            |
| ------------------ | ------------------------- | ----------------- | ----------------- |
| 1968               | Ciudad de México (México) | Medalla de bronce | Sable por equipos |
| 1972               | Múnich (RFA)              | Medalla de bronce | Sable por equipos |
| Campeonato Mundial |                           |                   |                   |
| Año                | Lugar                     | Medalla           | Prueba            |
| 1966               | Moscú (URSS)              | Medalla de oro    | Sable por equipos |
| 1967               | Montreal (Canadá)         | Medalla de plata  | Sable por equipos |
| 1969               | La Habana (Cuba)          | Medalla de bronce | Sable por equipos |
| 1970               | Ankara (Turquía)          | Medalla de plata  | Sable por equipos |
| 1971               | Viena (Austria)           | Medalla de plata  | Sable por equipos |
| 1973               | Gotemburgo (Suecia)       | Medalla de oro    | Sable por equipos |
| 1975               | Budapest (Hungría)        | Medalla de plata  | Sable por equipos |
| 1977               | Buenos Aires (Argentina)  | Medalla de bronce | Sable por equipos |